# Truckee
Truckee es un pueblo ubicado en el condado de Nevada, en el estado estadounidense de California. Según el censo del año 2020 tenía una población de 16,724 habitantes y una densidad poblacional de 517.4 personas por km².

## Geografía
Truckee se encuentra ubicado en las coordenadas 39°20′32″N 120°12′13″O / 39.34222, -120.20361. Según la Oficina del Censo, la ciudad tiene un área total de 87.7 km² (33.8 sq mi), de la cual 84.3 km² (32.5 sq mi) es tierra y 3.4 km² (1.3 sq mi) (3.87%) es agua.

## Demografía
Según el censo del año 2000, los ingresos medios por hogar en la localidad eran de $58.848 y los ingresos medios por familia eran $62.746. Los hombres tenían unos ingresos medios de $38.631 frente a los $29.536 para las mujeres. La renta per cápita para la localidad era de $26.786. Alrededor del 2.8% de las familias y del 4.6% de la población estaban por debajo del umbral de pobreza.